# I Don’t Care Anymore
I Don't Care Anymore ist ein Lied von Phil Collins und Hugh Padgham, das von Collins interpretiert und produziert wurde. Der Titel wurde zunächst 1982 auf dem Album Hello, I Must Be Going! veröffentlicht.
Die von Atlantic Records ausgekoppelte Single wurde weltweit im Februar 1983 veröffentlicht, erreichte in den Vereinigten Staaten Platz 39 der Hot 100 Billboard Charts und konnte sich elf Wochen in der Hitparade halten. Auf der B-Seite befindet sich das Stück The West Side.

## Rezeption
Die Stimmung des 5:03 Minuten langen Titels ist relativ dunkel gehalten und orientiert sich mit der schlagzeugdominierten Instrumentalisierung an Titeln wie In the Air Tonight oder Do You Know, Do You Care?. Rolling Stone bewertete den Titel als Highlight des Albums aufgrund eines Schlagzeugsolos:

„Collins followed up with Hello, I Must Be Going! […] which is highlighted by a tumbling drum solo on I Don't Care Anymore“

Allmusic lobte den Titel als einen der vielleicht größten jemals geschriebenen Songs und rezensierte:

„I Don't Care Anymore is one of the most bitter, spiteful lost-love songs ever put to disc, the antithesis of Collins' later cuddly image. It's downright unpleasant to listen to. Unless, of course, you're in the middle of a really nasty breakup, at which time it's probably just the greatest song ever written.“

In der Episode Blinde Wut der Fernsehserie Miami Vice wurde der Song im Soundtrack verwendet. Auf Initiative des deutschen Geschäftsführer des Labels WEA Records, Bernd Dopp, verarbeitete Kelis den Titel für ein Tributealbum. Der Focus urteilte: „Einzig die New-Yorkerin Kelis schmettert mit „I Don´t Care Anymore“ eine wütende Rotzhymne. Der Rest ist pläsierlicher Klingklang.“

## Musikvideo
Bei dem Musikvideo führte Stuart Orme Regie. Neben Collins sind auch die Musiker Daryl Stuermer (Gitarre), Peter Robinson (Keyboards) und Mo Foster (Bass) zu sehen. Im Videos singt Collins, begleitet von den durch Spots beleuchteten Musikern in einem ansonsten abgedunkelten Raum.

## Coverversionen
- The Phil Collins Big Band (1999)
- Kelis (2001)
- Hellyeah (2016)

## Trivia
In dem Computerspiel Grand Theft Auto V kann man den Song über das Radio anhören.